# Anurophorus montanus
Anurophorus montanus är en urinsektsart som beskrevs av Olga M. Martynova 1968. Anurophorus montanus ingår i släktet Anurophorus och familjen Isotomidae. Inga underarter finns listade i Catalogue of Life.